# Liván López
Liván López Azcuy (Pinar del Río, Cuba, 24 de enero de 1982) es un deportista cubano de origen que compitió en lucha libre. Ganó una medalla de bronce en Juegos Olímpicos de Verano de Londres 2012 en la categoría de 66 kg y el décimo lugar en Río de Janeiro 2016.
Ganó tres medallas en el Campeonato Mundial de Lucha entre los años 2011 y 2014. Obtuvo una medalla de oro en los Juegos Panamericanos de 2011, Juegos Centroamericanos y del Caribe de 2014 y Campeonato Panamericano de Lucha de 2011 y 2016.

## Palmarés internacional
| Juegos Olímpicos                     | Juegos Olímpicos          | Juegos Olímpicos  | Juegos Olímpicos |
| Año                                  | Lugar                     | Medalla           | Categoría        |
| ------------------------------------ | ------------------------- | ----------------- | ---------------- |
| 2012                                 | Londres (Reino Unido)     | Medalla de bronce | 66 kg            |
| Campeonato Mundial                   |                           |                   |                  |
| Año                                  | Lugar                     | Medalla           | Categoría        |
| 2011                                 | Estambul (Turquía)        | Medalla de bronce | 66 kg            |
| 2013                                 | Budapest (Hungría)        | Medalla de plata  | 66 kg            |
| 2014                                 | Taskent (Uzbekistán)      | Medalla de bronce | 74 kg            |
| Juegos Panamericanos                 |                           |                   |                  |
| Año                                  | Lugar                     | Medalla           | Categoría        |
| 2011                                 | Guadalajara (México)      | Medalla de oro    | 66 kg            |
| 2015                                 | Toronto (Canadá)          | Medalla de bronce | 74 kg            |
| Juegos Centroamericanos y del Caribe |                           |                   |                  |
| Año                                  | Lugar                     | Medalla           | Categoría        |
| 2014                                 | Veracruz (México)         | Medalla de oro    | 74 kg            |
| Campeonato Panamericano              |                           |                   |                  |
| Año                                  | Lugar                     | Medalla           | Categoría        |
| 2006                                 | Río de Janeiro (Brasil)   | Medalla de plata  | 66 kg            |
| 2011                                 | Rionegro (Colombia)       | Medalla de oro    | 66 kg            |
| 2014                                 | Ciudad de México (México) | Medalla de plata  | 74 kg            |
| 2016                                 | Fisco (Estados Unidos)    | Medalla de oro    | 51 kg            |